# Cantó de Montmorency
El cantó de Montmorency és un cantó francès del departament de Val-d'Oise, situat al districte de Sarcelles. Des del 2015 té sis municipis i el cap és Montmorency.

## Municipis
- Andilly
- Enghien-les-Bains
- Margency
- Montlignon
- Montmorency
- Soisy-sous-Montmorency

| Data d'elecció                           | Identitat            | Partit                       | Qualitat |
| ---------------------------------------- | -------------------- | ---------------------------- | -------- |
| 1945-1946                                | Germaine Leriche     | PCF                          |          |
| 1946-1949                                | Maurice Veroudart    | MRP                          |          |
| 1949-1964                                | André Grimaud        | RPF, després RS, després UNR |          |
| 1964-1967                                | Philippe Ferrebœuf   | Centrista                    |          |
| 1967-1979                                | Albert Noachovitch   | UDR, després RPR             |          |
| 1979-1985                                | M. Piérot            | PS                           |          |
| 1985-2011                                | François Longchambon | RPR, després UMP             |          |
| 2011-                                    | Michèle Berthy       | UMP                          |          |
| les dades anteriors no són pas conegudes |                      |                              |          |

| A partir de 1990: Població sense dobles comptes |